# Barrière de Weismann
La Barrière de Weismann est un concept publié en 1892 par le biologiste prussien August Weismann, liée à sa théorie du plasma germinatif. La barrière de Weismann est une distinction stricte entre les cellules reproductrices, chargées de convoyer le matériel génétique de génération en génération, et le reste de l'organisme, c'est-à-dire les cellules somatiques, considérées comme plus ou moins « jetables ». 
Weismann s'oppose ainsi à l'hypothèse qui avait été privilégiée par Darwin, dans laquelle l'ensemble du corps contribue à l'hérédité (pangenèse). Une conséquence directe de la barrière de Weismann est d'interdire tout mécanisme de transmission des caractères acquis et donc toute évolution de type lamarckienne : aucune information ne peut être transmises depuis les cellules somatiques vers la génération suivante. C'est donc un facteur de polarisation du débat entre partisans de la théorie de la sélection naturelle et partisans des mécanismes lamarckistes : à la fin du XIXe siècle beaucoup d'auteurs pensaient que les deux pouvaient être compatibles et contribuer conjointement à l'évolution